# John Day (trappeur)
Pour les articles homonymes, voir John Day et Day.
 (février 2017).
Si vous disposez d'ouvrages ou d'articles de référence ou si vous connaissez des sites web de qualité traitant du thème abordé ici, merci de compléter l'article en donnant les références utiles à sa vérifiabilité et en les liant à la section « Notes et références ».
John Day est un trappeur américain, né vers 1770 en Virginie et mort le 16 février 1820.
Il travailla pour le compte de la Pacific Fur Company et participa a l'expédition terrestre avec Wilson Price Hunt et Ramsay Crooks pour établir le Astoria.

## Postérité
Plusieurs villes sont nommées d'apres lui, John Day et Dayville, ainsi qu'une rivière John Day dans l'Oregon, 